# کادنبرگه
کادنبرگه (به آلمانی: Cadenberge) یک شهر در آلمان است که در ام دابراک واقع شده‌است. کادنبرگه در سرشماری سال ۲۰۲۰،  ۴٬۱۹۳ نفر جمعیت داشته است.